# Adactylotis
Adactylotis is een geslacht van vlinders van de familie spanners (Geometridae), uit de onderfamilie Ennominae.

## Soorten
- A. contaminaria

Marmereikenspanner (Hübner, 1813)
- A. gesticularia (Hübner, 1817)